# لوحة المتاهة
المتاهة
هي لوحة أنتجها الفنان الكندي ويليام كوريليك عندما كان مريضًا في مستشفى مودسلي في لندن. ولد كوريليك عام 1927 في مجتمع مهاجر أوكراني في ألبرتا، كندا، وعانى خلال طفولته من اضطهاد والده المزارع. عندما كان شابًا بالغًا، أصيب باضطرابات عقلية، وفي مودسلي لم يتلق العلاج فحسب، بل تلقى غرفة للرسم. يمكن تفسير المتاهة على أنها محاولة كوريليك لتبرير هذا الفضل؛ وقد كتب كوريليك: «كان علي أن أثير إعجاب طاقم المستشفى على أني عينة جديرة بالاهتمام لبقائه».
جرى طلاء المتاهة بألوان الجواش. يصفها كوريليك بأنها «لوحة من داخل جمجمتي». فتحت تلك الجمجمة عموديًا لتكشف عن مقصورات مختلفة بالداخل. من طريق العينين والأنف والفم يمكننا أن نرى بقية الجسم ملقى في حقل قمح. داخل الجمجمة نفسها، تحتوي كل حجرة على قصاصة من الورق، تمثل ذاكرة أو فكرة. ومع ذلك، فإن المقصورة المركزية تحتوي فقط على جرذ أبيض، الذي يمثل روح كوريليك. ينتهي الأمر بالجرذ خاملًا، بعد أن ركض عبر متاهة الجمجمة يمضغ قطعة من كل قصاصة من الورق ويجدها غير قابلة للهضم. فتحت الجمجمة الموجودة في اللوحة بوساطة شريط، لإظهار عمل الأطباء في مستشفى الأمراض العقلية، في محاولة لإجراء تشخيص مناسب. صور كوريليك روح الجرذ على أنها خاملة وغير راغبة في مغادرة سجنه على الرغم من فتحه له. كانت هذه طريقة كوريليك لإظهار أطبائه ما هي وظيفتهم. يكتب، في سيرته الذاتية، « الآن نظفوني، أتحداكم أيها العلماء، وأعيدوني معًا مرة أخرى - شخصية سعيدة ومتوازنة وناضجة ومرضية. ارفع هذا الجرذ واجعله يسترخي ودعه يركض بحرية!».

## النشأة
بعد خيبة أمله من العديد من المدارس الفنية في كندا والمكسيك، أخذ كوريليك سفينة شحن من مونتريال إلى لندن. وصل عام 1952، كما يصف، مع «غرضين صريحين». كان من المقرر أن ينهي دراسته الفنية وأن يجري قبوله في مستشفى للأمراض النفسية، عله يجد علاجًا لاكتئابه وآلام عينه المزمنة. قرأ عن سمعة مودسلي في مكتبة مونتريال، لذلك في اليوم التالي لوصوله إلى لندن دخل بنفسه. في سيرته الذاتية، كتب كوريليك أنه قبل لوحة المتاهة كان يشعر بخيبة أمل من العلاج النفسي وكان يائسًا من العلاج. جاء جزء من القلق من الخوف من أنه لن يكون لديه ما يكفي من المال للبقاء فترة أطول، لذلك في ذهنه، «كان لا بد من فعل شيء ما». لكن طبيبه الرئيسي، الدكتور كورمير، لم يكن مفيدًا في «سكونه ولا مبالاته». يكتب كوريليك: «مثلما يشعر المتظاهرون المحتجين اليوم باليأس من جذب الانتباه بالوسائل السلمية، وأحيانًا يشعلون أنفسهم بالبنزين أو يلحقون أضرارًا جسدية بالممتلكات، قررت أن العنف ضد نفسي هو الملاذ الوحيد الذي أملكه الآن». في إحدى الأمسيات قطع كوريليك ذراعه، وعندما كشف ذلك لكورمير في اليوم التالي، استفسر الطبيب عن الظروف لكنه لم يشعر بالذعر. بعد هذه الحادثة، تمت دعوة كوريليك مرة أخرى بوصفه مريضًا داخليًا لتلقي العلاج من قبل طبيب مختلف، الدكتور كارستاريز، الذي ظهر في فيلم «ويليام كوريليك المتاهة». زود كارستاريز كوريليك غرفة ضعف حجم الأستوديو حيث يمكنه الرسم. شعر كوريليك بقوة أنه كان عليه أن يبرر وجوده هناك من أجل الأطباء، لذلك بدأ برسم المتاهة، «يصور كل مشكلاته النفسية في حزمة أنيقة».

## تفسير
تم تقديم التفسيرات التالية للمتاهة من قبل كوريليك نفسه، في سيرته الذاتية (Someone with Me) ورواياته لمستشفى بيت اللحم الملكي (Bethlem Royal Hospital)، الذي يضم اللوحة اليوم.

### خارج الجمجمة
أصبح لدى روح الجرذ في التجويف المركزي للجمجمة منظر للخارج، لكن العالم الخارجي لا يتم تصوره مكانًا جذابًا أيضًا.
خلفية حقل القمح: خلفية اللوحة هي حقل قمح تلتهمه الجنادب تحت أشعة الشمس الحارقة (هذا مستمد من حادثة في مزرعة كوريليك عندما كان ويليام صبيًا). يكتب كوريليك، «يشير هذا إلى اعتقادي بأن جزءًا كبيرًا من مشكلاتي نشأت من والدي الذي كان يصب غصبه علي لعجزه الهائل في مواجهة إخفاقات الزراعة».
جسم الجمجمة: الجسم، الذي يُرى من خلال العينين والأنف والفم، في وضع السجود، للإيحاء بأن كوريليك «لم يعد قادرًا على مواجهة الحياة».
البراز: الكذب أمام الأنف، الذي يُرى عبره مباشرة، كومة من البراز مع الذباب يطن حوله. يقارن كوريليك هذا بما سيتركه هو وأطفال آخرون في الحقول، وبالنسبة إليه آثار سويفتيان وشكسبير: «العالم كومة روث والجنس البشري سحابة من الذباب يزحف فوقها لامتصاص لقمة العيش في الخارج».
كهف الفم: امتلأت منطقة فم الجمجمة بنشارة الخشب، حيث غطت كتابًا شعريًا، ومغلف تسجيل كلاسيكي، ورسم مايكل أنجلو. كانت هذه طريقة كوريليك للقول إن حساسيته الفنية، آخر شيء كان عليه أن يعيش من أجله، قد اختفت، ودفنها ما أشار إليه بتجريده من الشخصية.
البذرة: في تجويف فوق منطقة الفم توجد عدة حبات شائكة؛ عندما كان كوريليك صغيرًا، كان لديه إحساس بأن هؤلاء كانوا يحشون حلقه. تم تشريح أحدها، وقطع العديد من الطبقات، فقط للعثور على دودة في المركز. كانت هذه إشارة إلى جهود الأطباء في التحليل والتشخيص التي تبين أنها «لا تستحق العناء». يجري عكس بذرة أخرى بمسامير موجهة إلى الداخل، تخترق طفلًا صغيرًا. على جانبي البذرة وجه مبتسم ووجه غاضب يمثل جانبين لوالد كوريليك. يُشار إلى والده على أنه بذرة آخر خلفه، «البذرة الأزرق المتسلط بشدة، يفتح البذرة الأصفر الطري، أمي، لإطلاق الكثير من البذور المشتركة، إخوتي وأخواتي، وواحد برتقالي فريد: أنا».

## استشهاد
1. 1 2  "William Kurelek (1927-1977): The Maze (Canada, 1953)"
2. 1 2  "Kurelek, William (1927-1977)/The Maze/LDBTH149"
3. ↑  Kurelek, 309-10
4. ↑  Kurelek, 308
5. ↑  "Biography"
6. ↑  "In the Frame for June 2011"
7. 1 2 3 4 5 6 7 8  Kurelek, 304-5